# Poulsbo
Poulsbo est une localité américaine du comté de Kitsap, dans le Washington.